# Festival di Reading e Leeds

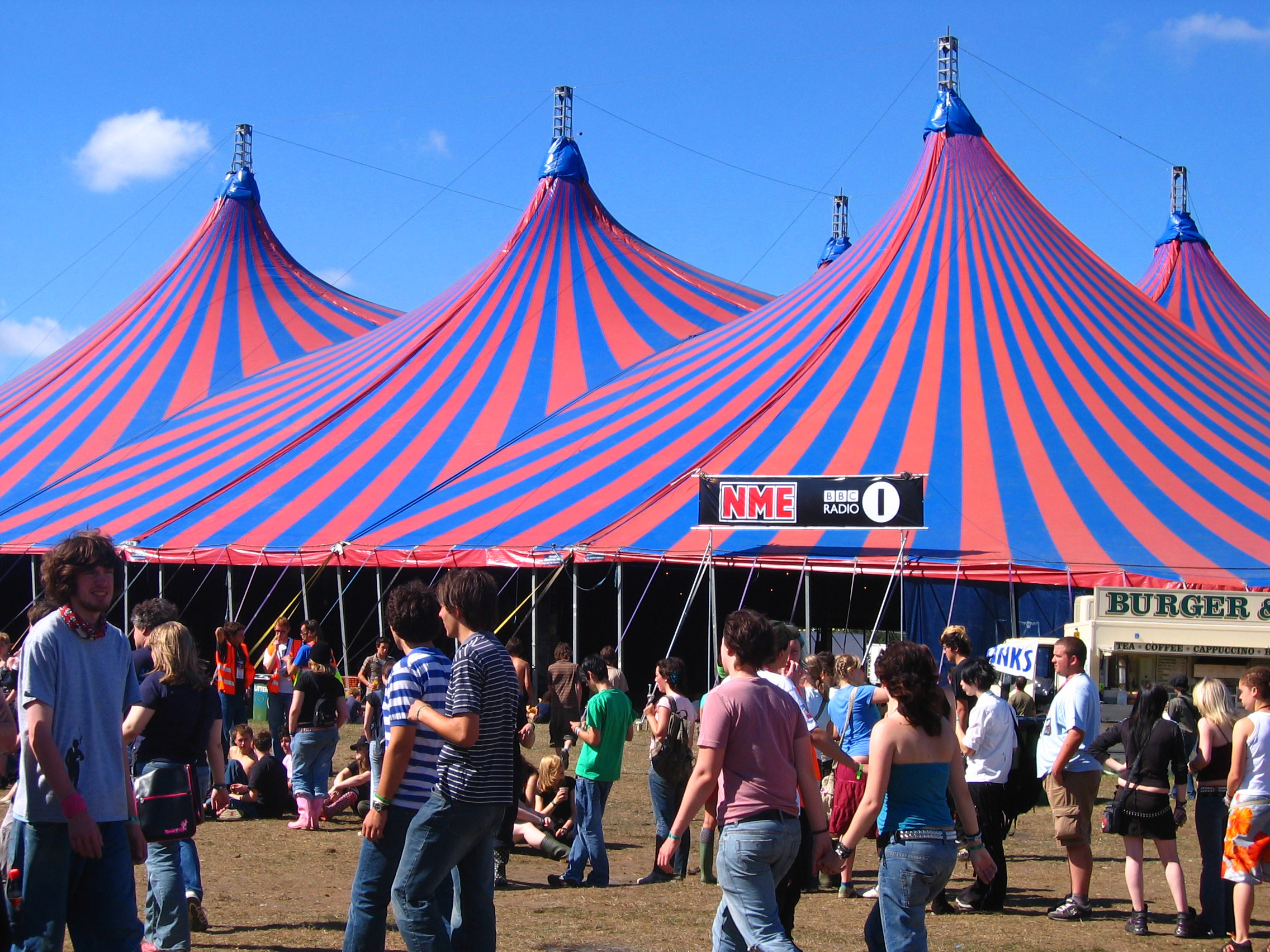
La tenda NME/BBC1 al Reading festival

I Festival di Reading e Leeds (in lingua inglese Reading and Leeds Festivals), noti anche come Carling Weekend dal nome dello sponsor, sono due festival musicali che si svolgono a Reading e a Leeds in Inghilterra ogni anno. Gli eventi nelle due città si svolgono durante lo stesso periodo, il weekend centrale di agosto (venerdì, sabato e domenica), e le due cittadine condividono gli stessi ospiti (di solito con poche differenze).
Il Reading Festival è tra i festival musicali più longevi al mondo, che si interessa per lo più di musica rock, alternative, indie e punk.

## Storia
Il Reading Festival nasce dal Nation Jazz Festival, che è stato ideato da Harold Pendleton (fondatore del Marquee Club di Londra) e la sua prima edizione a Ground Richmond Atletica nel 1961. Questo festival, a sua volta, ha preso ispirazione da eventi che si svolgono in America. Nel corso della sua prima decade il festival ha cambiato nome e si è svolto in più luoghi, come Windsor Racecourse, Kempton Park e Plumpton, prima di raggiungere la sua sede permanente a Reading nel 1971.

## Tipi di palco
- Main stage: musica principalmente rock, indie, metal e alternative.
- NME, BBC Radio 1 stage: musica alternative e indie.
- Dance tent: special guest di musica dance ed elettronica.
- Lock Up Stage: punk underground hardcore.
- Festival Republic stage: per gli artisti meno popolari o emergenti.
- 1Xtra Stage: un nuovo stage creato nel 2013 per musica alternative hip hop, RnB e rap.
- Alternative tent: per comici, e DJ.
- BBC Introducing Stage: usato principalmente per artisti ancora non molto affermati.

## Lista degli headliner
- 2025: Travis Scott, Bring Me the Horizon, Hozier, Chappell Roan[1]
- 2024: Blink-182, Fred Again, Liam Gallagher, Lana Del Rey, Catfish and the Bottlemen, Gerry Cinnamon[2]
- 2023: Sam Fender, Foals, The Killers, The 1975 (in sostituzione a Lewis Capaldi), Billie Eilish, Imagine Dragons
- 2022: Dave, Megan Thee Stallion, Arctic Monkeys, Bring Me the Horizon, The 1975 (in sostituzione ai Rage Against the Machine), Halsey
- 2021: Liam Gallagher, Biffy Clyro (in sostituzione ai Queens of the Stone Age), Stormzy, Catfish and the Bottlemen, Post Malone, Disclosure
- 2020: Liam Gallagher
- 2019: The 1975, Foo Fighters, Post Malone, Twenty One Pilots
- 2018: Fall Out Boy, Kendrick Lamar, Panic! at the Disco, Kings of Leon
- 2017: Eminem, Muse, Kasabian
- 2016: Foals, Disclosure, Red Hot Chili Peppers, Biffy Clyro, Fall Out Boy
- 2015: Mumford & Sons, Metallica, The Libertines
- 2014: blink-182, Arctic Monkeys, Paramore, Queens of the Stone Age
- 2013: Green Day, Eminem, Biffy Clyro, System of a Down
- 2012: The Cure, Florence and the Machine, Foo Fighters, Kasabian, Paramore, The Black Keys
- 2011: My Chemical Romance, The Strokes, Pulp (Leeds), Muse
- 2010: Guns n Roses, Arcade Fire, blink-182
- 2009: Kings of Leon, Arctic Monkeys, Radiohead, Placebo, Yeah Yeah Yeahs
- 2008: Metallica, The Killers, Rage Against the Machine, Bloc Party
- 2007: Razorlight, Red Hot Chili Peppers, Smashing Pumpkins, Kings of Leon, Arcade Fire, Nine Inch Nails
- 2006: Franz Ferdinand, Muse, Pearl Jam, Kaiser Chiefs, Arctic Monkeys, Placebo
- 2005: Pixies, Foo Fighters, Iron Maiden, Dinosaur Jr., The Killers, Kings of Leon, Marilyn Manson
- 2004: The Darkness, The White Stripes, Green Day, The Offspring, Morrissey, 50 Cent
- 2003: Linkin Park, Blur, Metallica, blink-182, Black Rebel Motorcycle Club, System of a Down
- 2002: The Strokes, Foo Fighters, Guns N' Roses (solo a Leeds), The Prodigy, Pulp, Muse, The Offspring
- 2001: Travis, Manic Street Preachers, Eminem, Green Day, Fun Lovin' Criminals, Marilyn Manson
- 2000: Oasis, Pulp, Stereophonics, Primal Scream, Beck, Placebo
- 1999: The Charlatans, Blur, Red Hot Chili Peppers, The Chemical Brothers, Catatonia, The Offspring
- 1998: Page and Plant, Beastie Boys, Garbage, Ash, The Prodigy, New Order
- 1997: Suede, Manic Street Preachers, Metallica, Embrace, The Verve
- 1996: The Prodigy, Black Grape, The Stone Roses, Underworld
- 1995: Smashing Pumpkins, Björk, Neil Young, Foo Fighters, Gene, Bluetones, Green Day
- 1994: Cypress Hill, Primal Scream, Red Hot Chili Peppers
- 1993: Siouxsie and the Banshees, Porno for Pyros, The The, New Order, Kingmaker, Boo Radleys, Elastica
- 1992: Nirvana, The Wonder Stuff, Public Enemy, The Charlatans, L7, Ride, Nick Cave
- 1991: Iggy Pop, James, The Sisters of Mercy, Sonic Youth
- 1990: The Cramps, Inspiral Carpets, Pixies
- 1989: New Order, The Pogues, The Mission, The Sugarcubes, New Model Army, The Wonder Stuff
- 1988: Ramones, Starship, Squeeze
- 1987: The Mission, Status Quo, Alice Cooper
- 1986: Killing Joke, Hawkwind, Saxon
- 1984 and 1985: In questi anni non si è svolto il festival.
- 1983: The Stranglers, Black Sabbath, Thin Lizzy
- 1982: Budgie, Iron Maiden, Michael Schenker
- 1981: Girlschool, Gillan, The Kinks
- 1980: Slade, Rory Gallagher, UFO, Whitesnake
- 1979: Peter Gabriel, The Police, Inner Circle, Ramones
- 1978: The Jam, Status Quo, Patti Smith
- 1977: Golden Earring, Thin Lizzy, Alex Harvey
- 1976: Gong, Rory Gallagher, Osibisa
- 1975: Hawkwind, Yes, Judas Priest, Wishbone Ash
- 1974: Alex Harvey, 10cc, Traffic
- 1973: Rory Gallagher, The Faces, Genesis
- 1972: Curved Air, The Faces, Ten Years After
- 1971: Arthur Brown, East of Eden, Colosseum
- 1970: Groundhogs, Cat Stevens, Deep Purple
- 1969: Pink Floyd, The Who, The Nice
- 1968: T. Rex, Jethro Tull, The Nice
- 1967: The Small Faces, The Nice, Cream
- 1966: The Who, The Yardbirds, Cream
- 1965: The Yardbirds, Manfred Mann, The Animals
- 1964: The Yardbirds, Manfred Mann, The Rolling Stones
- 1963: The Rolling Stones, Long John Baldry, Muddy Waters
- 1962: Humphrey Lyttelton, Kenny Ball, Chris Barber
- 1961: Dick Charlesworth, Ken Colyer, Chris Barber